# Хиконе
Хиконе (јап. 彦根市) град је у Јапану у префектури Шига. Према попису становништва из 2005. у граду је живело 109.779 становника.

## Становништво
Према подацима са пописа, у граду је 2005. године живело 109.779 становника.
| 1995.   | 2000.   | 2005.   |
| ------- | ------- | ------- |
| 103.508 | 107.860 | 109.779 |